# Fadi Abdullatif
Fadi Abdullatif, også kendt som Fadi Ahmad Abdel Latif (født i 1971 i Libanon) er søn af palæstinensiske flygtninge og kom til Danmark som 13-årig. Han er tidligere formand og talsmand for den danske afdeling af Hizb ut-Tahrir, hvis mål er at genindføre kalifatet i den islamiske verden.
Fadi Abdullatif blev i 2003 idømt 60 dages betinget fængsel for trusler, grove forhånelser og opfordring til drab på jøder. Dommen faldt for overtrædelse af racismeparagraffen ved at uddele løbesedler vendt mod jøder, hvori der bl.a. stod følgende Korancitat: "Og dræb dem, hvor end I finder dem, og fordriv dem, hvorfra de fordrev jer" (OQM. al-Baqarah:191).
Den 17. august 2006 blev Fadi Abdullatif idømt tre måneders fængsel ved Københavns Byret for trusler mod statsminister Anders Fogh Rasmussen og mod jøder. Fadi Abdullatif ankede dog straks dommen. Ved appelsagen blev han i 2007 idømt 60 dages fængsel for forhånelse af jøder, men frikendt for i en løbeseddel at have opfordret til drab på den danske statsminister.
I et længere interview i Information den 1. september 2008 forklarede Fadi detaljeret sit syn på Hizb ut-Tahrir, politik, samfund, ligestilling, sharia m.m. Han ser ligestillingsbegrebet som et vestligt begreb og afviser det. I stedet mener han at islam er løsningen på alt og at sharia er svaret.
I en tale var han imod integration, da han ser det vestlige samfund og vestlige værdier som grundlæggende usande eller fejlbarlige og i stedet mener, at islam er den endegyldige sandhed.
Nogle af hans taler er tilgængelige online.
I dag er han arabisk tolk og har blandt andet oversat for Danmarks Radio og Danske Regioner.